# Lema de Borel-Cantelli
En la teoría de las probabilidades, medida e integración, el lema de Borel-Cantelli asegura la finitud en casi todos los puntos de la suma de funciones integrables positivas si es que la suma de sus integrales es finita.

## Definición en probabilidad y demostración

#### 1º Lema de Borel-Cantelli
Sea {\displaystyle \{A_{n}\}} una sucesión de eventos tal que {\displaystyle \sum _{n\geq 1}P(A_{n})<\infty } entonces {\displaystyle P(\textstyle \limsup _{n\to \infty }A_{n}\displaystyle )=0}.
Demostración:
Tenemos que {\displaystyle P(\textstyle \limsup _{n\to \infty }A_{n}\displaystyle )=} {\displaystyle P(\lim _{n\to \infty }\bigcup _{j\geq n}A_{j})=} {\displaystyle \lim _{n\to \infty }P(\bigcup _{j\geq n}A_{j})\leq } {\displaystyle \limsup _{n\to \infty }\sum _{j=n}^{\infty }P(A_{j})} . Ya que {\displaystyle \sum _{n\geq 1}P(A_{n})<\infty } implica que {\displaystyle \sum _{j=n}^{\infty }P(A_{j})\longrightarrow 0,\quad n\longrightarrow \infty }.

#### 2º Lema de Borel-Cantelli
Sea {\displaystyle \{A_{n}\}} una sucesión de eventos tal que {\displaystyle \sum _{n\geq 1}P(A_{n})=\infty } y {\displaystyle \{A_{n}\}} son independientes, entonces {\displaystyle P(\textstyle \limsup _{n\to \infty }A_{n}\displaystyle )=1}.
Demostración:
Tenemos que {\displaystyle P(\limsup _{n\to \infty }A_{n})=} {\displaystyle 1-P(\liminf _{n\to \infty }A_{n}^{c})=} {\displaystyle 1-P(\lim _{n\to \infty }\bigcap _{j\geq n}A_{j}^{c})=} {\displaystyle 1-\lim _{n\to \infty }P(\bigcap _{j\geq n}A_{j}^{c})=} {\displaystyle 1-\lim _{n\to \infty }\lim _{m\to \infty }P(\bigcap _{j=n}^{m}A_{j}^{c})=} {\displaystyle 1-\lim _{n\to \infty }\lim _{m\to \infty }\prod _{j=n}^{m}(1-P(A_{j}))}, donde la última igualdad resulta de la independencia. 
Basta ahora probar que {\displaystyle \lim _{n\to \infty }\lim _{m\to \infty }\prod _{j=n}^{m}(1-P(A_{j}))=0}.
Recordemos la desigualdad {\displaystyle 1-x\leq e^{-x},\quad 0<x<1}.
Por tanto,  {\displaystyle \lim _{m\to \infty }\prod _{j=n}^{m}(1-P(A_{j}))\leq \lim _{m\to \infty }\prod _{j=n}^{m}e^{-P(A_{j})}=} {\displaystyle \lim _{m\to \infty }e^{-\sum _{j=n}^{m}P(A_{j})}=} {\displaystyle e^{-\sum _{j=n}^{\infty }P(A_{j})}=0}.

## Definición formal y demostración
Sea {\displaystyle \{f_{n}\}\,} una sucesión de funciones positivas medibles desde el espacio de medida {\displaystyle (\Omega ,{\mathcal {A}},\mu )} en los reales. {\displaystyle \mu \,} es la medida. Sea {\displaystyle \mu f\,} la integral de f respecto de {\displaystyle \mu \,}. Supongamos que:
{\displaystyle \sum _{n}\mu f_{n}<\infty }
entonces por convergencia monótona {\displaystyle \mu \sum _{n}f_{n}=\sum _{n}\mu f_{n}<\infty }. Por ende la función {\displaystyle \sum _{n}f_{n}\,} es finita c.t.p.-{\displaystyle \mu \,}.
Si la sucesión de funciones son indicatrices de conjuntos {\displaystyle A_{n}\,} en {\displaystyle {\mathcal {A}}\,}, o sea {\displaystyle f_{n}=\chi _{A_{n}}} y la medida {\displaystyle \mathbb {P} } es de probabilidad entonces: {\displaystyle \sum _{n}\mathbb {P} A_{n}<\infty } implica que {\displaystyle \sum _{n}\chi _{A_{n}}<\infty } c.t.p.-{\displaystyle \mu \,}, es decir, en {\displaystyle \Omega \,}, el conjunto de los puntos que pertenecen a infinitos {\displaystyle A_{n}\,} tiene probabilidad cero.

## Resultado inverso
Un resultado relacionado, a veces llamado segundo lema de Borel-Cantelli, es casi lo inverso del primer lema.
Para una medida {\displaystyle \mathbb {P} } de probabilidad, dice así:  dada una sucesión de conjuntos o sucesos 
independientes {\displaystyle A_{n}\,} en {\displaystyle {\mathcal {A}}\,}, entonces {\displaystyle \sum _{n}\mathbb {P} A_{n}=\infty } implica que {\displaystyle \sum _{n}\chi _{A_{n}}=\infty } c.t.p.-{\displaystyle \mathbb {P} \,}, es decir, en {\displaystyle \Omega \,}, el conjunto de los puntos que pertenecen a infinitos {\displaystyle A_{n}\,} tiene probabilidad uno.